# Strobilanthes dyeriana
Перський щит (Strobilanthes dyeriana) — вид рослини родини акантових.

## Назва
В англійській мові має назву «перський щит» (persian shield). Видова назва була надана в честь ботаніка Вільяма Тізелтон-Дайера.

## Будова
Вічнозелений кущ з м'яким стеблом висотою 120 см, відомий своїм листям, що варіюється від зеленого до срібно-пурпурного. Листя мають здатність переливатися на сонці та мерехтіть.  Квіти трубчасті, світло фіолетові.

## Галерея

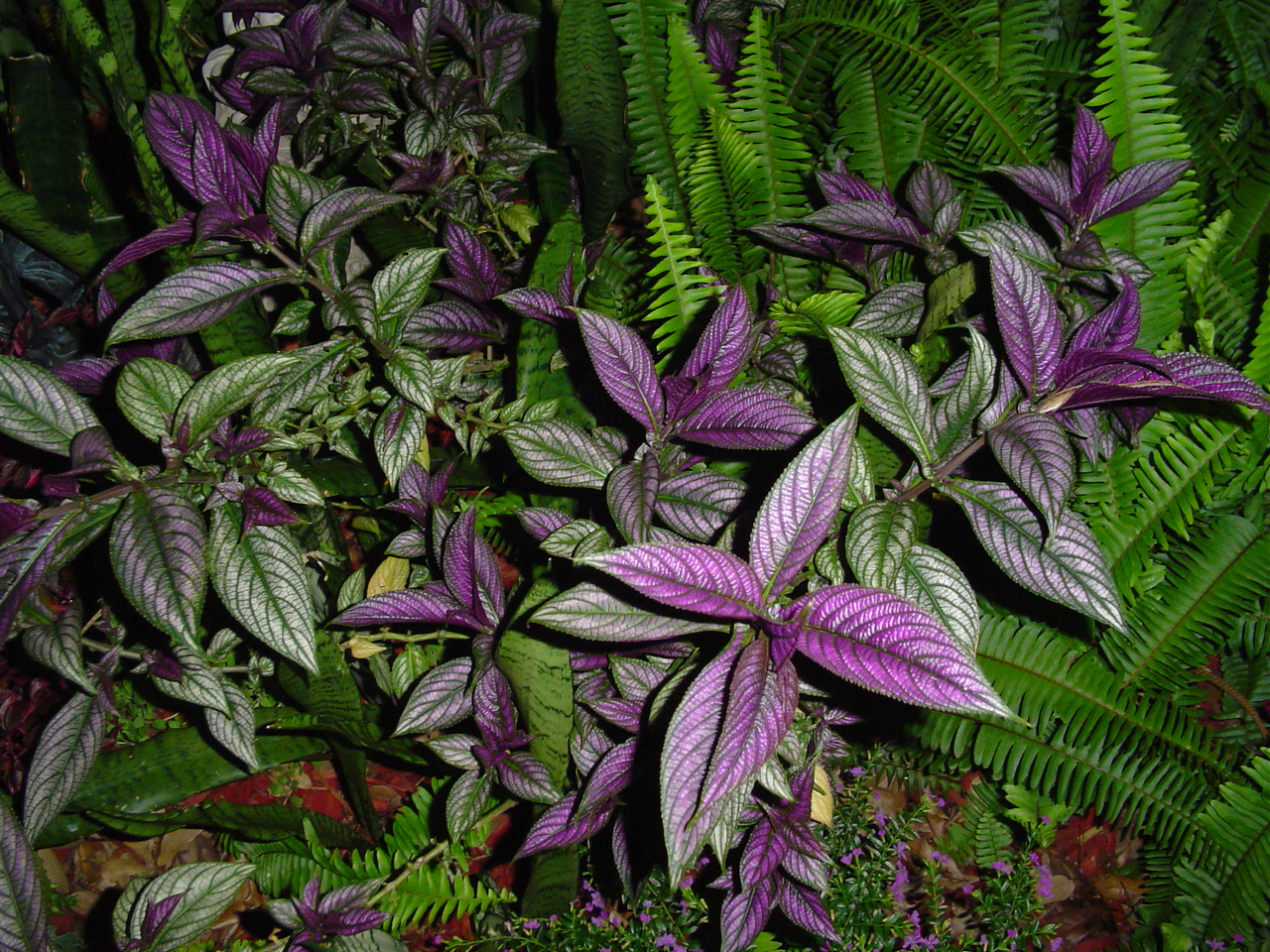
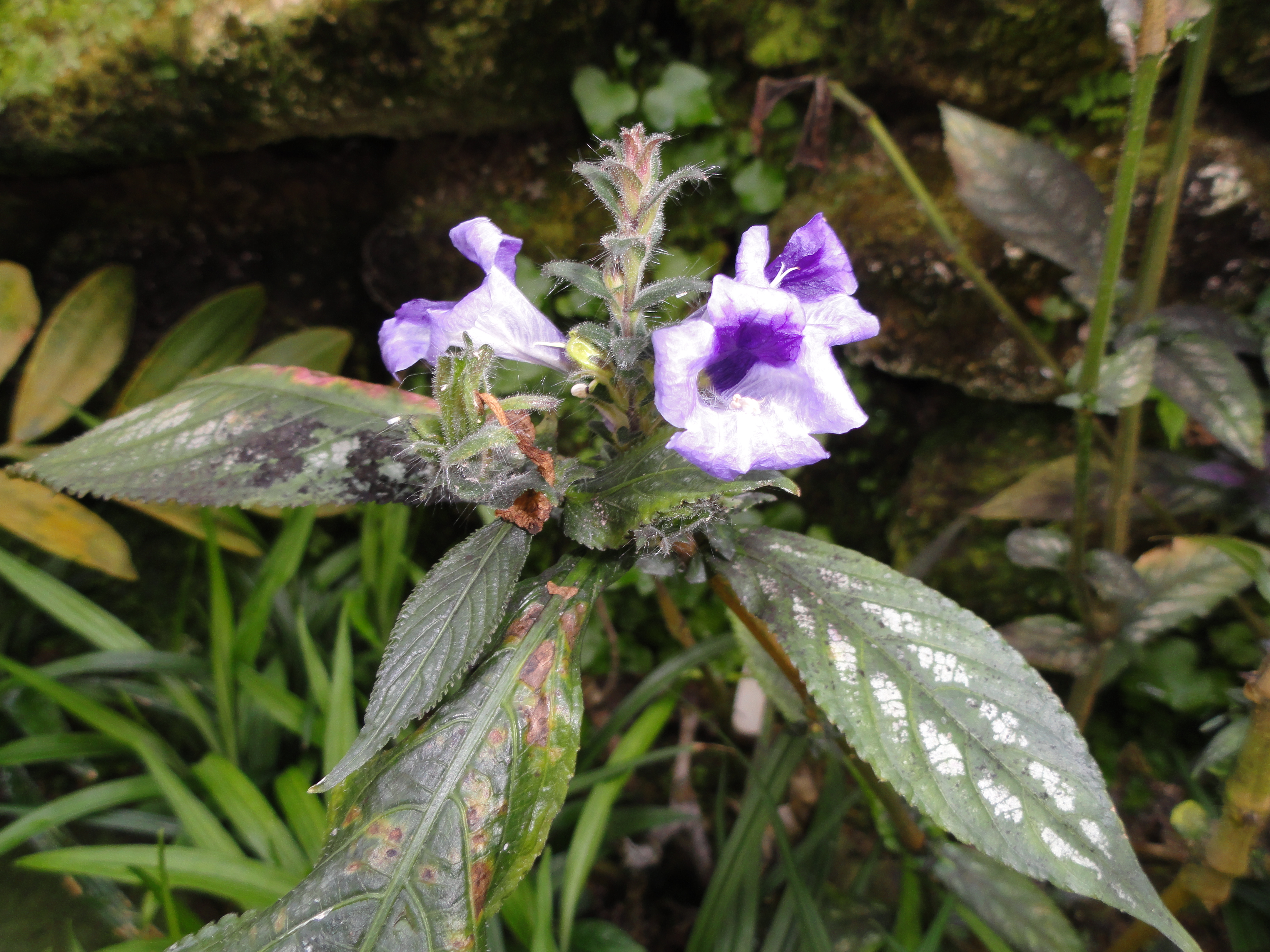
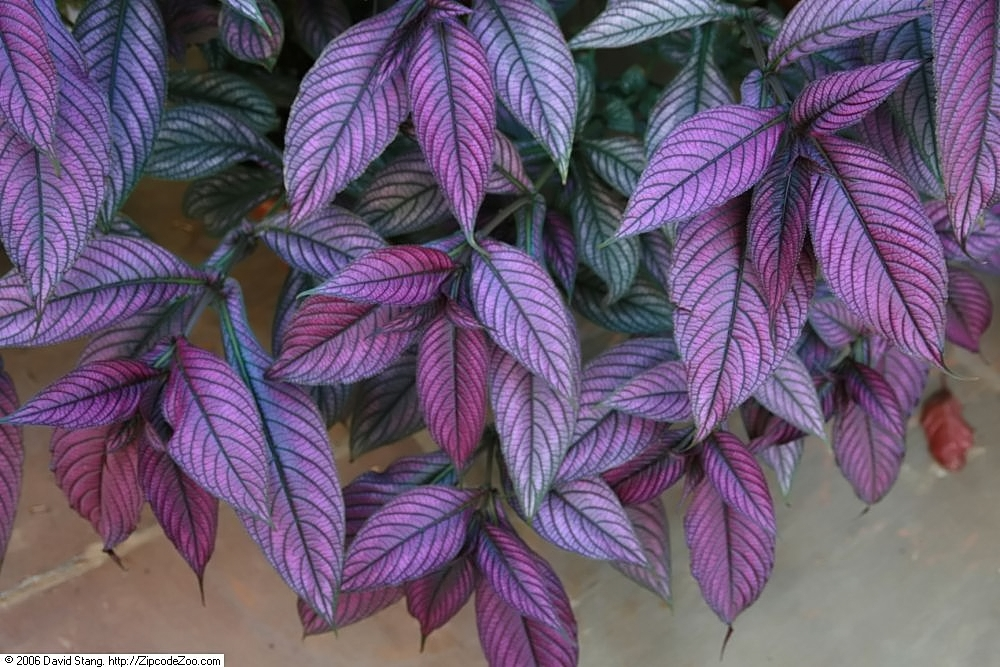

## Поширення та середовище існування
Зростає у Бірмі.

## Практичне використання
Вирощують як декоративну рослину.